# Kay Hagan

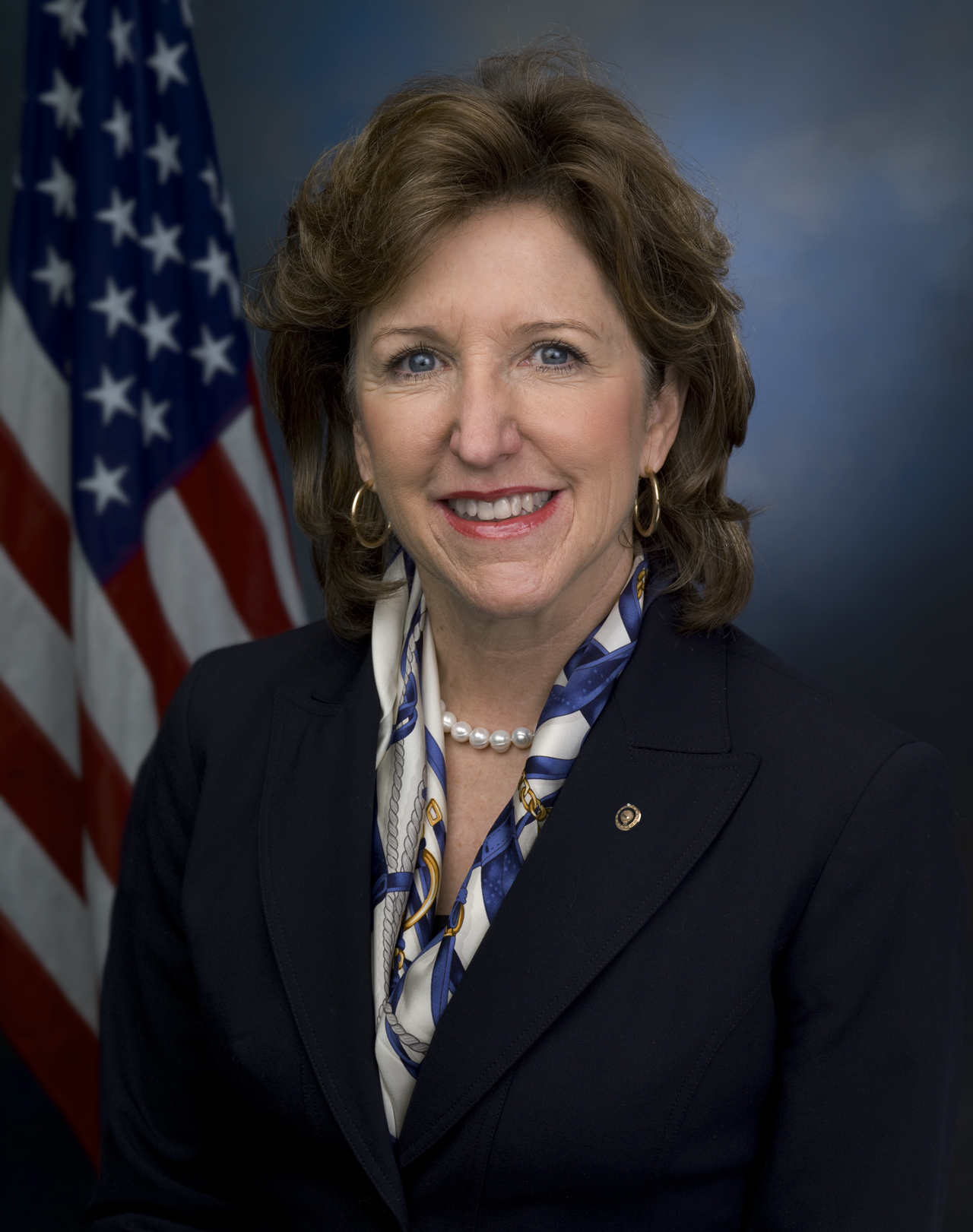
Kay Hagan (2009)

Kay Hagan (* 26. Mai 1953 in Shelby, North Carolina; † 28. Oktober 2019 in Greensboro, North Carolina) war eine amerikanische Politikerin der Demokratischen Partei. Die Juristin vertrat den Bundesstaat North Carolina von 2009 bis 2015 im Senat der Vereinigten Staaten. Zuvor war sie ab 1999 Mitglied des Senats von North Carolina gewesen.

## Familie, Ausbildung und Beruf
Hagan war die Nichte von Lawton Chiles, dem ehemaligen Gouverneur von Florida. Ihre Mutter war die Hausfrau Jeannette Chiles Ruthven, ihr Vater Joe P. Ruthven stammte aus South Carolina. Die Familie zog in Hagans Kindheit aus North Carolina nach Lakeland in Florida, wo sie aufwuchs und ihr Vater einen Autoreifenhandel betrieb, Immobilien verkaufte und Bürgermeister wurde. Im Sommer half sie auf der Farm ihrer Großeltern in Chesterfield (South Carolina). Sie studierte an der Florida State University, die sie 1975 mit dem Bachelorgrad in American Studies abschloss. An der Wake Forest University in North Carolina studierte sie anschließend Rechtswissenschaft und graduierte 1978 mit dem Juris Doctor. In den 1970er Jahren arbeitete sie in den Wahlkämpfen ihres Onkels, der damals US-Senator für Florida war, und machte bei ihm ein sechsmonatiges Praktikum in seinem Washingtoner Büro.
Nach der Ausbildung begann Hagan in der Trust-Abteilung der North Carolina National Bank zu arbeiten, die später Teil der Bank of America wurde, und stieg dort bis zur Vizepräsidentin auf.
An der Law School lernte sie ihren späteren Ehemann Charles T. „Chip“ Hagan III kennen, einen späteren Rechtsanwalt, mit dem sie in seine Heimatstadt Greensboro in North Carolina zog. Sie hatten drei Kinder. Hagan starb im Oktober 2019 mit 66 Jahren an einer durch den Powassan-Virus ausgelösten Enzephalitis.

## Politische Laufbahn
Hagan arbeitete 1992 und 1996 als County-Managerin der erfolgreichen Wahlkampagnen Jim Hunts für das Gouverneursamt North Carolinas. Hunt und der Staatssenator Marc Basnight förderten Hagans Einstieg in die Politik. Sie trat mit deren Unterstützung erstmals 1998 für ein politisches Mandat an, als sie für den 32. Wahlbezirk im Senat von North Carolina kandidierte. Sie setzte sich mit 52 zu 48 Prozent gegen den republikanischen Mandatsinhaber John Blust durch. Dem Oberhaus der North Carolina General Assembly gehörte sie ab 1999 für einen Teilbezirk Greensboros an; später vertrat sie nach einem Neuzuschnitt der Wahlkreise den geographisch ähnlichen 27. Wahlbezirk des Staatssenats. Mit Basnights Unterstützung wurde Hagan unter anderem Co-Vorsitzende des Haushaltsausschusses.
Am 30. Oktober 2007 erklärte sie, im Jahr 2008 für einen Sitz im Senat der Vereinigten Staaten zu kandidieren. Die republikanische Mandatsinhaberin Elizabeth Dole war bundesweit bekannt und gut vernetzt, weshalb die meisten potenziellen Kandidaten der Demokraten absagten. Hagan sagte ihre Kandidatur erst auf Drängen Hunts und Chuck Schumers zu und gewann die parteiinterne Vorwahl gegen vier Mitbewerber mit 60 Prozent der Stimmen. Bei der Wahl am 4. November 2008 setzte sie sich gegen Dole in dem strukturell eher konservativen Bundesstaat mit 52,7 zu 44,2 Prozent durch. Sie hatte ihre Verbundenheit mit dem Bundesstaat gegen Doles lange Abwesenheit gesetzt und von der zeitgleichen Präsidentschaftswahl profitiert, in der Barack Obama auch die Mehrheit der Wähler North Carolinas gewann, insbesondere dank einer hohen Wahlbeteiligung von Afroamerikanern. Hagan gehörte dem Gremium ab dem 3. Januar 2009 an und war Mitglied der Ausschüsse für Streitkräfte, Banken und Bauen, Kleinunternehmen sowie Gesundheit und Soziales. Ab 2013 war sie Vorsitzende von zwei Unterausschüssen. Am Ende des sechsjährigen Mandats verlor sie den Sitz bei der Senatswahl im November 2014 an den republikanischen Kandidaten Thom Tillis. Sie schied am 3. Januar 2015 aus dem Senat aus. Im Frühjahr 2015 war sie Fellow der Harvard Kennedy School. Anschließend arbeitete sie als politische Beraterin einer Washingtoner Lobbyfirma.
Hagan galt als mögliche Kandidatin für die Senatswahl 2016, bei welcher sie gegen den republikanischen Amtsinhaber Richard Burr angetreten wäre, schloss aber eine Kandidatur im Juni 2015 aus.

## Positionen
Hagan galt als politisch moderat. Als sie während der Finanzkrise ab 2007 in den US-Senat einzog, bemühte sie sich um überparteiliche Zusammenarbeit, um die folgende Weltwirtschaftskrise zu bekämpfen. Im Sinne der in North Carolina wichtigen Bankbranche wirkte sie an den Regulierungsmaßnahmen nach der Finanzkrise mit und setzte Änderungen am Dodd–Frank Act durch. Auch für Militärstützpunkte und landwirtschaftliche Betriebe, die in North Carolina eine wichtige Rolle spielen, erwirkte sie Maßnahmen. Sie wich unter anderem in ihrer Unterstützung freien Waffenbesitzes und ihrer Ablehnung von Kürzungen im Rüstungshaushalt von der Parteilinie ab. Zugleich machte sie sich für den Ausgleich des Staatshaushalts stark. Die umfassende Gesundheitsreform Obamacare trug sie 2010 mit.